# Telmatoscopus aberrans
Telmatoscopus aberrans és una espècie d'insecte dípter pertanyent a la família dels psicòdids que es troba a Austràlia: Tasmània i el Territori de la Capital Australiana.